# Apia de los vinos

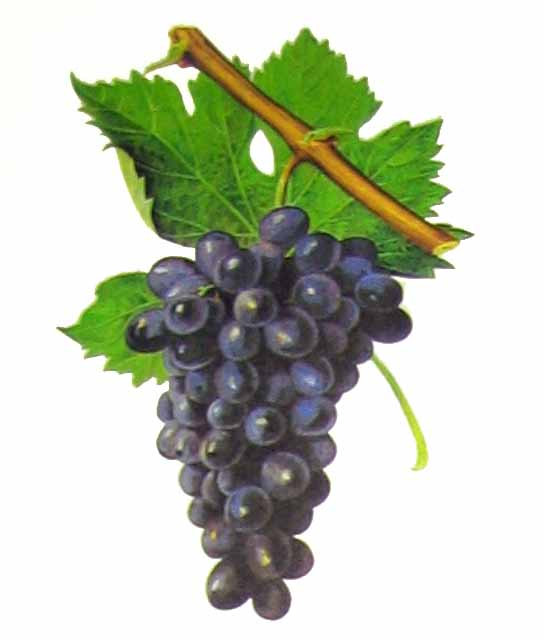
Dibujo de un racimo de Ottavianello en la obra del de Viala & Vermorel.

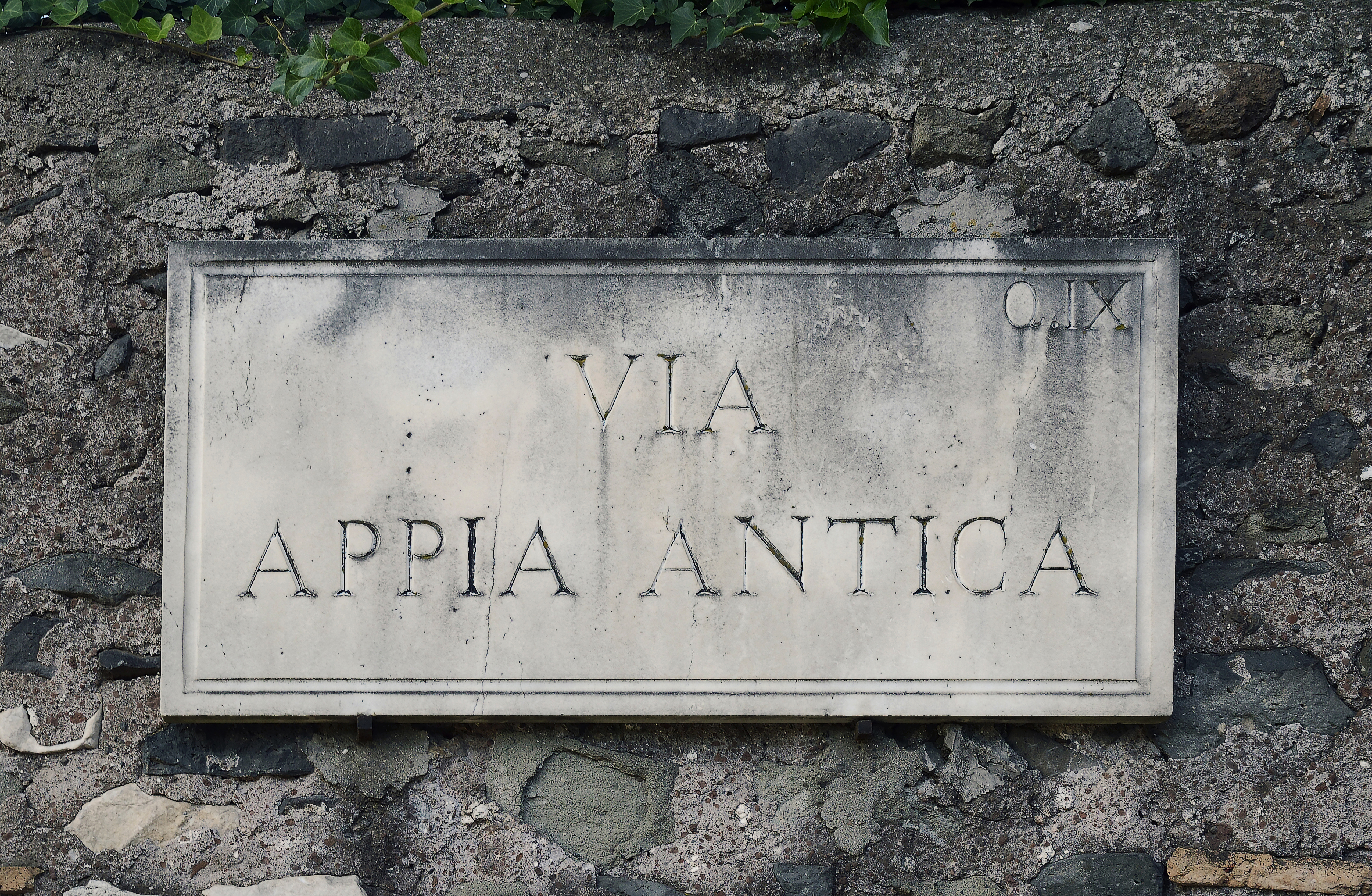

Con el nombre Apia de los vinos se indica la ruta italiana de los vinos de Salento del norte que se producen en los territorios de los ayuntamientos de Brindisi, Ostuni, San Vito dei Normanni, Mesagne y Latiano. El nombre viene de la antigua vía Apia romana que pasaba por este territorio.

## Municipios
La Apia de los vinos incluye los territorios de cinco municipios: Brindisi (la capital), un antiguo puerto de origen prehelénico, la ciudad blanca de Ostuni, Mesagne, fundada entre los siglos VI y IV a. C., San Vito dei Normanni, fundada por los mesapios y por un pueblo medieval que data del siglo X, y Latiano, fundado en el siglo XII.
La costa tiene numerosos bastiones de defensa contra los sarracenos. El interior se distingue por la tierra roja de los campos divididos por paredes de piedra seca y olivares sin fin.
Toda la zona se caracteriza por la presencia de bodegas, conjuntamente con las almazaras de ciclo continuo para el procesamiento de las aceitunas que permiten la producción de aceites de buena calidad. En el campo, luego están las masías típicas de la región Apulia, restauradas, que se pueden visitar hoy en día, cuya presencia en esta zona es muy considerable.

## Vides
A lo largo del camino hay variedades autóctonas de vides: los robustos cultivos con frutos negros que permiten la preparación de Negroamaro, Primitivo y Malvasia, a los que se ha agregado el cultivo de vides blancas a lo largo de los años:
Malvasía negra de Brindisi, Sangiovese, Negroamaro y Ottavianello.
Los vinos DOC (denominación de origen protegida; controlada, en italiano) incluyen el Ostuni DOC, producido en dos tipos: Ostuni Bianco y Ottavianello, el Brindisi DOC, basado en Negroamaro, que incluye el Brindisi Rojo y el Brindisi Rosado.

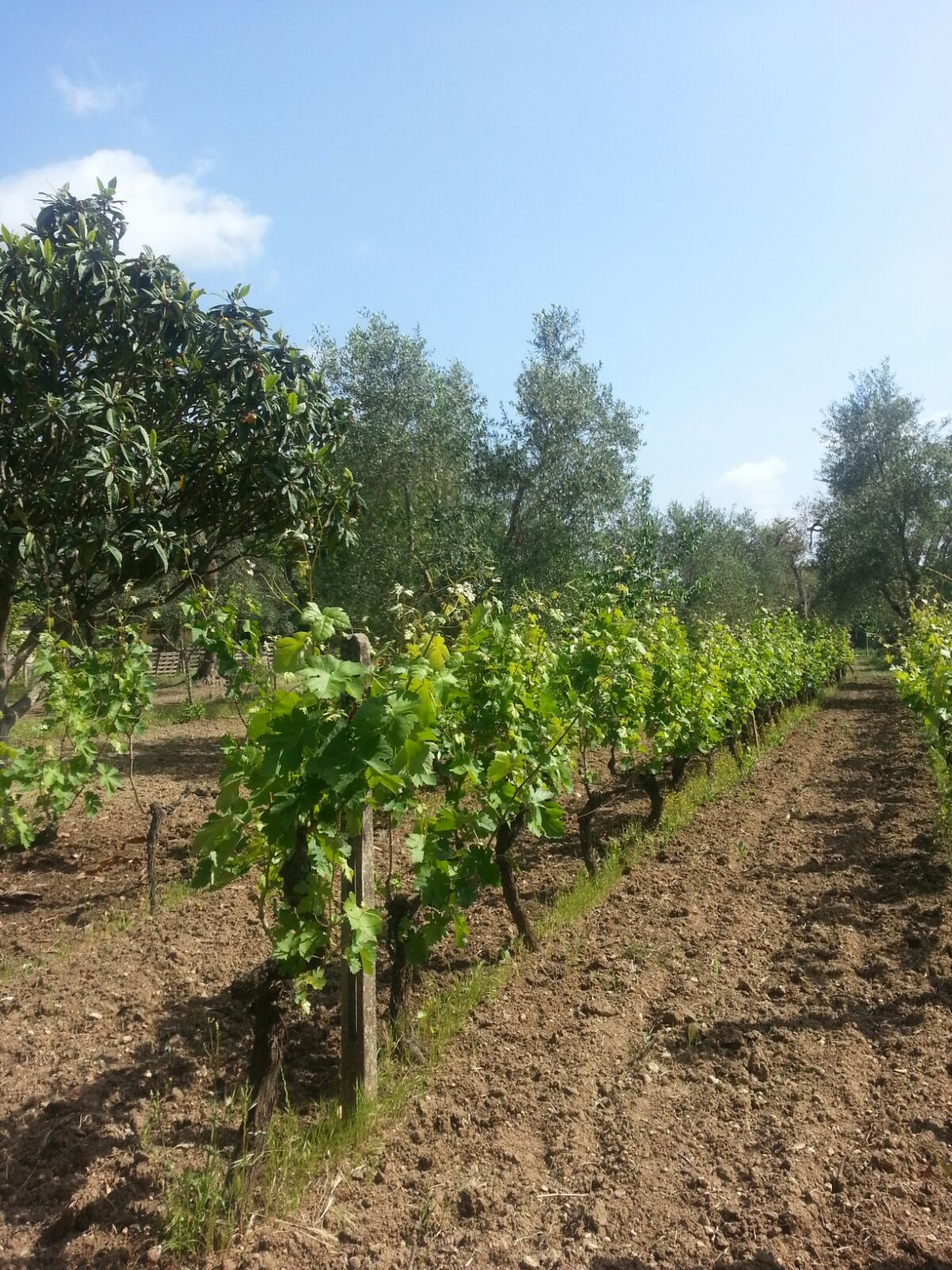